# Arrondissement d'Ostrowo
L'arrondissement d'Ostrowo, au sud-est de la province prussienne de Posnanie, existe de 1887 à 1918. L'ancien territoire de l'arrondissement appartient désormais à la voïvodie polonaise de la Grande-Pologne .

## Superficie
L'arrondissement d'Ostrowo a une superficie de 415 km².

## Histoire
Le territoire autour de la ville polonaise occidentale d' Ostrów Wielkopolski (Ostrowo) se trouve dans la province prussienne de Prusse-Méridionale après la deuxième partition de la Pologne de 1793 à 1807 et dans le duché de Varsovie entre 1807 et 1815 après la paix de Tilsit. Après le Congrès de Vienne du 15, le territoire appartenait de nouveau à la Prusse du 15 mai 1815 au 1er octobre 1887 en tant que partie de l'arrondissement d'Adelnau, dans le district de Posen, dans la province de Posnanie.
Le 1e octobre 1887, l'arrondissement d'Ostrowo est formé des éléments suivants de l'arrondissement d'Adelnau :
- la ville d'Ostrowo
- le district de police d'Ostrowo-Est
- la moitié orientale du district de police d'Ostrowo-West avec les communes de Franklinow, Gremblew et Kollontajewo, les communes et les districts de domaine de Bendzieszyn, Biniew, Czekanow, Karski, Kwiatkow et Slaborowice ainsi que les districts de domaine de Bagatella, Lewkow, Mlynow et Szczury
- la moitié orientale du district de police d'Osrowo-Sud avec les communes de Chynowa, Chynowpustkowie, Klein Przygodzice et Klein Wysocko, les communes et les districts de domaine de Groß Przygodzice, Klein Wysocko et Wysocko Małe, ainsi que les districts de domaine d'Alt Kaminiec, Antonin et Kociemba Vorwerk.

Le 7 novembre 1918, la majorité de la population polonaise se soulève contre la domination allemande et déclare temporairement la ville République d'Ostrów autonome le 10 novembre 1918. Au cours du soulèvement de la Grande Pologne, Ostrów Wielkopolski passe définitivement sous contrôle polonais le 31 décembre 1918 et est officiellement cédée à la Pologne nouvellement fondée le 28 juin 1919 avec la signature du Traité de Versailles.
L'arrondissement d'Ostrowo devient le powiat polonais d'Ostrów Wielkopolski. En 1932, le powiat est élargi pour inclure le powiat voisin occidental dissous d'Odolanów, et en 1934 pour inclure la municipalité de Mikstat du powiat voisin de Kępno.

## Évolution de la démographie
| Année | Habitants | Source |
| ----- | --------- | ------ |
| 1890  | 32 787    |        |
| 1895  | 34 780    | [ 6 ]  |
| 1900  | 37 420    | [ 1 ]  |
| 1910  | 43 887    | [ 1 ]  |

Parmi les habitants en 1890, 79% sont polonais, 17% sont allemands et 4% juifs. La majorité des résidents allemands quittent l'arrondissement après 1918.

## Politique

### Administrateurs de l'arrondissement
1887–190100Leo von Lützow (de)
1901–190300Gustav von Scheele (de)
1903–190700Hermann von Hodenberg (de)
1907–191800Walther Tiemann (de)

### Élections
L'arrondissement d'Ostrowo appartient à la 10e circonscription électorale du district de Posen. La circonscription est remportée par des candidats de la faction polonaise à toutes les élections du Reichstag de 1874 à 1912 par Ferdinand von Radziwill.

## Communes
Au début du XXe siècle, les communes suivantes appartiennent à l'arrondissement : 
| - Bendzieszyn - Bibianki - Biernacice - Bilczew - Biniew - Biskupice szalone - Boczkow - Chotow - Chynow - Chynow pustkowie - Czekanow - Fabianow - Franklinow - Gniazdow | - Gostyczyn - Gremblew - Groß Przygodzice - Groß Wysocko - Kania - Karski - Klein Przygodzice - Klein Wysocko - Kollontajewo - Kosciuszkow - Krempa - Kwiatkow - Latowitz - Leziona | - Massenau - Neu Kamienice - Neu Skalmierschütz - Olobok - Osiek - Ostrowo, ville - Parczew-Westrza - Prosnau - Pruslin - Psary - Raduchow - Rossoszyce - Sadowie - Schwachwalde | - Sieroszewice, Dorf - Sieroszewice, Kolonie - Skalmierzyce - Slaborowice - Slawin - Sliwnik - Smardow - Smielow - Strzegow - Trkusow - Wengry - Wielowies - Wturek |

À quelques exceptions près, les noms de lieux polonais continuent à s'appliquer après 1815 et au début du XXe siècle, plusieurs noms de lieux sont germanisés.